# Altiplano de Sierra Nevada
Vino de la Tierra Altiplano de Sierra Nevada (anteriormente conocida como Vino de la Tierra Norte de Granada) es una indicación geográfica utilizada para designar los vinos originarios de la zona norte de la provincia de Granada, en el Altiplano Granadino, España, que se ajusten a unos requisitos predeterminados.
Esta indicación geográfica fue reglamentada en 2005 y modificada en 2009, a raíz del establecimiento de la mención Vino de Calidad de Granada, produciéndose el cambio de nombre.

## Variedades de uva
Son vinos elaborados con las variedades tintas: Garnacha Tinta, Monastrell, Cabernet Franc, Pinot Noir, Syrah, Cabernet Sauvignon, Tempranillo y Merlot, y con las blancas: Baladí verdejo, Airén, Torrontés, Palomino, Pedro Ximénez, Chardonnay y Macabeo.

## Tipos de vino
- Blancos
- Rosados
- Tintos